# Gideon (Missouri)
Gideon est une ville du comté de New Madrid, dans le Missouri, aux États-Unis,. Fondée en 1900, elle est située au sud-ouest du comté et incorporée en 1909.

## Démographie
Lors du recensement de 2010, la ville comptait une population de 1 093 habitants. Elle est estimée, en 2016, à 1 022 habitants.

### Source de la traduction
- (en) Cet article est partiellement ou en totalité issu de l’article de Wikipédia en anglais intitulé « Gideon, Missouri » (voir la liste des auteurs).